# Richard Dix (cầu thủ bóng đá)
Richard Dix (1924 – 1990) là một cầu thủ bóng đá người Anh thi đấu ở vị trí tiền vệ chạy cánh trái.

## Sự nghiệp
Dix sinh ra ở South Shields năm 1924. Dix thi đấu cho North Shields, Bradford Park Avenue, King's Lynn, Bradford City và Goole Town.
Ông thi đấu cho Bradford City từ tháng 8 năm 1952 đến tháng 7 năm 1953, ghi 1 bàn thắng trong 8 lần ra sân ở Football League cho đội bóng.